# 紹格拉本河 (埃爾巴赫河支流)
49°11′06″N 10°49′43″E / 49.18513°N 10.82850°E
紹格拉本河是德國的河流，位於該國東南部，由巴伐利亞負責管轄，屬於埃爾巴赫河的左支流，河道全長1.7公里，流域面積1.2平方公里。